# Eberhard Butzke
Eberhard Butzke (nascido em 14 de novembro de 1940) é um ex-ciclista de estrada profissional alemão, que foi bem-sucedido na década de 1960, na Alemanha Ocidental.[carece de fontes?]